# Warenhaus Rudolph Karstadt (Szczecin)
Warenkaufhaus Rudolph Karstadt – dom handlowy, który znajdował się w Szczecinie przy dzisiejszej ulicy Księdza Kardynała Stefana Wyszyńskiego, na osiedlu Stare Miasto, w dzielnicy Śródmieście. Zniszczony podczas II wojny światowej, ruiny rozebrano w połowie lat 60. XX wieku.

## Historia
Pierwszy budynek domu towarowego szczecińskiego oddziału domów towarowych Rudolph Karstadt wzniesiono w latach 1912–1916 przy ówczesnej Breite Straße. Plac pod jego budowę uzyskano poprzez zburzenie czterech kamienic. Dom handlowy nawiązywał swoją formą do oddziału hamburskiego. W latach 1923–1924 na potrzeby przestrzeni handlowej adaptowano sąsiadujące z prawą ścianą szczytową kamienice nr 23 i 24. W czasie II wojny światowej budynki zostały zbombardowane. Najdłużej przetrwały ruiny większego budynku: do połowy lat 60. XX wieku. Po ich rozbiórce parcela pozostawała niezagospodarowana aż do roku 2002, kiedy to na posesji wybudowano budynek biurowo-hotelowy Atrium Katedra. 

## Opis
Dom handlowy składał się z dwóch budynków. Większy był dwukondygnacyjny z poddaszem, 33-osiowy. Przylegał on lewą ścianą szczytową do kamienicy domu towarowego Warenkaufhaus Aronheim & Cohn. Mniejszy był dwukondygnacyjny, 7-osiowy z poddaszem. Obydwa budynki pokrywały dachy spadziste z lukarnami. 